# Календарь международных событий 2009 года
| Календарь 2008 | Календарь 2009 | Календарь 2010 |

Список содержит календарь международных форумов на 2009 год.

## Январь
- 27 января—1 февраля: 9-й Всемирный социальный форум в Белене, Бразилия[1]
- 28 января—1 февраля: Всемирный экономический форум в Давосе, Швейцария[2]

## Февраль
- 1−3 февраля: 12-й саммит Африканского союза в Аддис-Абебе, Эфиопия[3]
- 4−5 февраля: Саммиты ОДКБ и ЕврАзЭС в Москве[4]

## Март
- 1 марта: Саммит Евросоюза в Брюсселе и Ассоциации государств Юго-Восточной Азии в Таиланде[5]
- 14-15 марта: Встреча министров финансов и глав центробанков стран G20 в Лондоне для обсуждения механизмов вывода из кризиса мировой экономики[6]
- 27 марта: Международная конференция по Афганистану[7]

## Апрель
- 1−2 апреля: Лондонский саммит G-20
- 10−11 апреля: 4-й саммит стран АСЕАН в таиландском городе Паттайя[8]
- 14−15 апреля: Всемирный экономический форум для стран Латинской Америки в Рио-де-Жанейро, Бразилия[9]
- 17−19 апреля: 5-й Саммит Америк под эгидой Организации американских государств в Порт-оф-Спейн, Тринидад и Тобаго[10]

## Май
- 7 мая: Саммит Восточного партнерства в Праге[11]

## Июнь
- 10−12 июня: 19-й Всемирный экономический форум по Африке в Кейптауне, ЮАР[12]
- 15−16 июня: Саммит ШОС, а также встреча лидеров БРИК в Екатеринбурге[13]

## Сентябрь
- 24 сентября: Саммит G20 в Питтсбурге[14]
- 23 сентября: 64-я сессия Генеральной Ассамблеи ООН[15]
- 4-5 сентября: Встреча министров финансов стран G20 в Лондоне, на которой в частности обсуждалась реформа Международного валютного фонда[16]

## Октябрь
- 16-17 октября: 7-й саммит АЛБА в Кочабамбе, Боливия
- 23-25 октября: 15-й саммит АСЕАН в Хуахине, Таиланд

## Ноябрь
- 15-16 ноября: Саммит АТЭС в Сингапуре

## Декабрь
- 7-8 декабря: 38-й саммит МЕРКОСУР в Монтевидео, Уругвай[17]